# Wyścigowe Samochodowe Mistrzostwa Polski 2002
Sezon 2002 był czterdziestym szóstym sezonem Wyścigowych Samochodowych Mistrzostw Polski.
Sezon, w zależności od klasy, liczył od pięciu do siedmiu eliminacji, które były rozgrywane na torach w Poznaniu, Kamieniu Śląskim, Miedzianej Górze i Kielcach.

## Mistrzowie
| Klasa             | Kierowca           | Samochód         |
| ----------------- | ------------------ | ---------------- |
| Formuła 3         | Michał Gil         | Reynard          |
| klasa E-2000      | Wojciech Jankowski | Estonia          |
| Grand Prix Polski | Maciej Stańco      | Porsche 911      |
| klasa N-2000      | Adam Gładysz       | Audi A4          |
| klasa A-1150      | Paweł Hildebrański | Fiat Seicento    |
| klasa N-1150      | Miłosz Majewski    | Fiat Cinquecento |